# Albert Kerckerinck
Albert Kerckerinck (* im 13. Jahrhundert; † im 14. Jahrhundert) war Domherr in Münster.

## Leben
Albert von Kerckerinck entstammte der Erbmännerfamilie Kerckerinck, einer der ältesten Patrizierfamilien Westfalens. Er gehörte zu den Angehörigen mehrerer adeliger Patrizierfamilien, die zu dieser Zeit dem Domkapitel angehörten. 1392 hat sich das Domkapitel ein Statut gegeben, das den jahrhundertelangen Brauch festschrieb, nach dem nur Personen adliger Abstammung der Zugang zu diesen Ämtern möglich war. Diese Regelung führte zum sog. Erbmännerstreit, als die Ritterschaft den Erbmännern im Kampf um die lukrativen Pfründen den Adel absprach, obwohl diese bereits seit dem Mittelalter und auch nach dieser Regelung Mitglieder des Domkapitels und sogar einen Domdechanten gestellt hatte. Diese Regelung führte zum sog. Erbmännerstreit. 1557 versuchte Johann Schenckinck, diese Sperre zu durchbrechen. Mit diesem Streit, bei dem sich Johann Ludwig von Kerckerinck eifrig für die Interessen der Erbmänner einsetzte, beschäftigte sich das Reichskammergericht über lange Zeit und stellte 1685 in einem Urteil die Ritterbürtigkeit der Erbmänner fest. Domkapitel und Ritterschaft wehrten sich dagegen und legten Revision ein. 1709 bestätigte Kaiser Joseph I. dieses Urteil. Das Domkapitel widersetzte sich weiterhin und erst nach einer Strafandrohung durch Kaiser Karl VI. wurde der Widerstand aufgegeben.
Erstmals 1287 findet Albert als Domherr zu Münster urkundliche Erwähnung. Er war von 1277 bis 1300 Kanoniker am Alten Dom in Münster. Im Kollegiatstift St. Mauritz in Münster besaß er ebenfalls ein Kanonikat. Die Quellenlage gibt über seinen weiteren Lebensweg keinen Aufschluss.